# Alejandro Korn (ciudad)
Alejandro Korn, o conocida simplemente como Korn, es una localidad de Argentina del partido de San Vicente, provincia de Buenos Aires. Su población forma parte del aglomerado urbano conocido como Gran Buenos Aires junto con la población de la ciudad de San Vicente.
Debe su nombre al médico y filósofo argentino Alejandro Korn, quien nació en la ciudad.

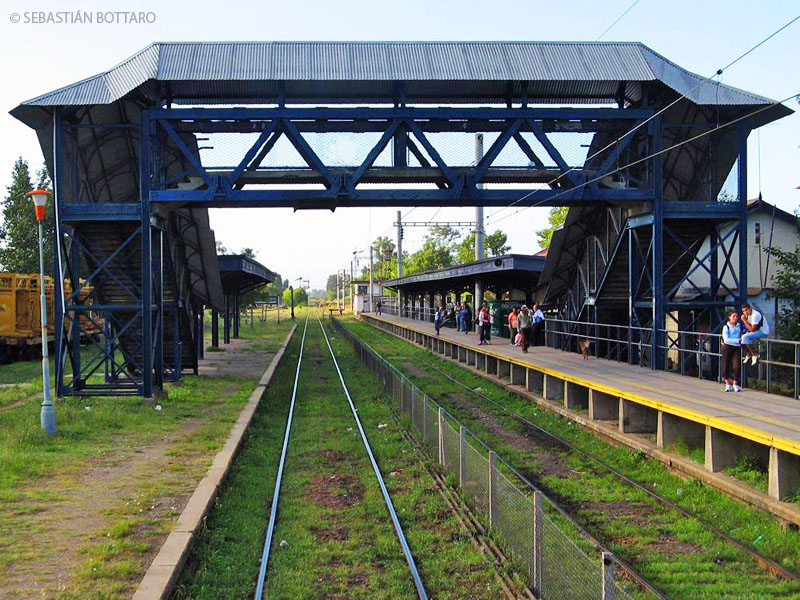
Estación de trenes de Alejandro Korn.

Al comienzo la estación y el pueblo se llamaban Empalme San Vicente, siendo su nombre cambiado a Alejandro Korn en mayo de 1960.

## Geografía

### Ubicación
Está ubicada a 36 km de la Ciudad Autónoma de Buenos Aires. La ciudad de Alejandro Korn se ubica en el cuartel 8 y limita al norte con Guernica, al sur con Domselaar, al este con el Partido de Florencio Varela, al oeste con la Laguna Tacurú y la laguna de la Villaca y al sur con la ciudad de San Vicente. La zona de Alejandro Korn se encuentra entre 20 y 25 metros sobre el nivel del mar.

### Población
Contaba con 35,407 habitantes (Indec, 2010).

## Historia
Alejandro Korn se fundó con el paso del ferrocarril del Sur, el 14 de agosto de 1865. Debido al constante crecimiento del pueblo, y de su población, se fueron creando distintas instituciones entre las que se destacan: el correo, que se fundó en el año 1882, la primera escuela pública en 1890, siendo su director D. Ezequiel Silva, maestro de Domselaar, ubicada en el cruce de la Avenida Hipólito Yrigoyen y la Avenida Presidente Perón.
Además, en 1895 se crea el primer teatro del pueblo, el cual llamaron Sagarra. Sin embargo, en 1916 se levantó un segundo teatro Sagarra siendo este en su momento único en el partido de San Vicente.
El 15 de agosto de 1899, nace la gran y primer aviadora mujer de la Argentina: Carola Lorenzini, a la cual se le ha homenajeado con un monumento en su memora ubicada sobre el cruce de la Avenida Hipólito Yrigoyen y Avenida Independencia.
La capilla de la ciudad, llamada San Antonio, es creada en el año 1901 siendo el día 31 de marzo cuando se lleva a cabo la primera reunión de vecinos en el antiguo Teatro Sagarra (hoy cine de Alejandro Korn) con el objeto de levantar dicho templo. Las obras comenzaron con las donaciones que se pudieron conseguir de los generosos vecinos y distantes amigos.
Con respecto al teatro, en él se presentaron los hermanos Luz. Ellos fueron los primeros grandes en pisar el Teatro Sagarra.
Aída Luz, cuyo nombre real portugués era Aída da Lus, nació el 10 de febrero de 1917, siendo además de actriz cantante y debutó como tal en radio La Nación.
Jorge Luz, cuyo nombre real es Jorge da Lus, nació el 8 de mayo de 1922, e hizo un tránsito en que dejó su impronta en todos los géneros y medios: sainete, zarzuela, comedia, radio, cine, teatro clásico, comedia musical y televisión.

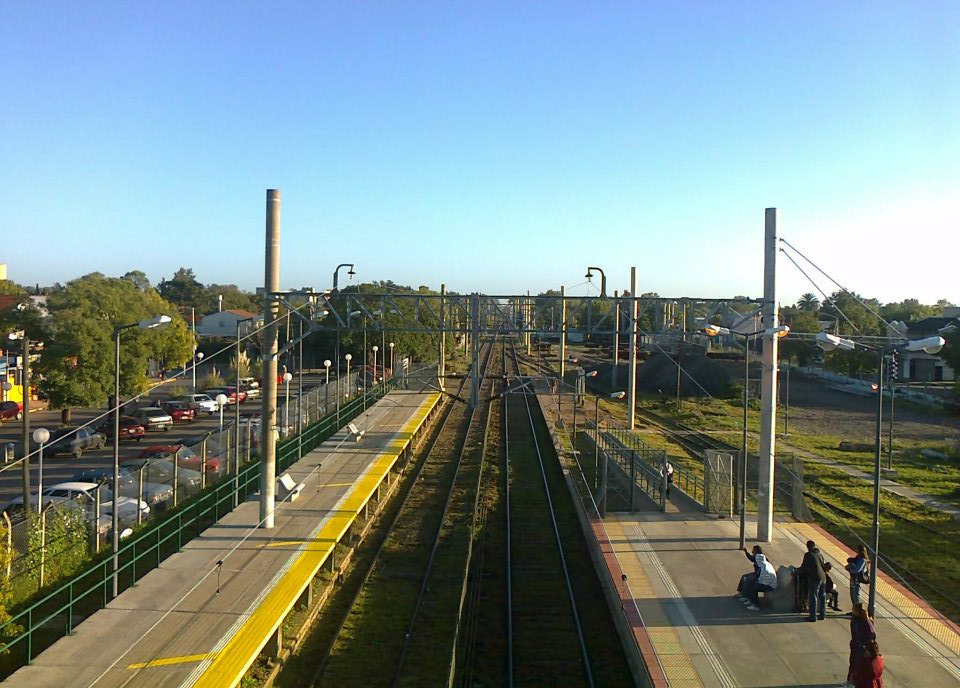
Vista de la estación desde el puente peatonal

En el año 1923 se crea la primera Biblioteca hoy Biblioteca Popular Sarmiento que se encuentra ubicada en la Av. Independencia 16.
En 1990 se impulsó una ley declarando “de utilidad pública y sujeto a expropiación la fracción de terreno ubicada en la localidad de Alejandro Korn, partido de San Vicente, designado catastralmente como Circunscripción VIII, sección F, manzana 152, parcelas 2m y 2n” tendientes a construir un Centro Cívico que nuclee las dependencias públicas “con el objeto de optimizar su funcionamiento y mejorar la atención de las demandas y requerimientos de la población”
El proyecto fue aprobado por ambas Cámaras provinciales y sancionado como Ley N.º 10770. En el predio se construyó un moderno y amplio edificio de dos pisos, armonizando con el antiguo. En su planta baja alberga las oficinas de Consejo Escolar, del Correo Argentino, Pami, Registro Civil y las dependencias de servicio.
El antiguo almacén fue reciclado como Salón Auditorio, respetando su fachada original, como testigo y referente del patrimonio histórico del “viejo pueblo de la estación”
Hasta hoy, el cine del pueblo es una iglesia evangélica.
Sobre la calle San Martín, en el Barrio Santa ana se encuentra El Castillo de Alejandro Korn, que durante muchos años fue una incógnita para los habitantes del pueblo porque no se sabía ni se conocía de su historia, hoy es un hotel spa de campo y salon de fiestas.
Es terminal del servicio eléctrico de la Línea Roca y del servicio diesel, hacía Pza. Constitución y Chascomús respectivamente. También es la terminal de muchas líneas de la Empresa San Vicente S.A.T.

## Parroquias de la Iglesia católica en Alejandro Korn
| Diócesis  | Lomas de Zamora      |
| --------- | -------------------- |
| Parroquia | San Antonio de Padua |